# Дженнингс (Луизиана)
Дженнингс (англ. Jennings) — город в штате Луизиана, США. Окружной центр прихода Джефферсон-Дейвис. Находится на дороге I-10 между городами Лафейетт и Лейк-Чарльз.

## История
Город был инкорпорирован в 1888 году и был назван в честь Дженнингса Мак-Комба, подрядчика Southern Pacific Railroad. В 1880-м году через территорию города провели железную дорогу, а Мак-Комб занимался строительством депо.  Новые земли привлекали поселенцев из разных штатов, таких как Айова, Иллинойс, Индиана и Миссури. Они начали выращивать рис. В 1901 году здесь было обнаружено нефтяное месторождение.

## Население
| Год переписи | Нас.  |  | %±     |
| ------------ | ----- |  | ------ |
| 1890         | 412   |  | —      |
| 1900         | 1539  |  | 273,5% |
| 1910         | 3925  |  | 155%   |
| 1920         | 3824  |  | −2,6%  |
| 1930         | 4036  |  | 5,5%   |
| 1940         | 7343  |  | 81,9%  |
| 1950         | 9663  |  | 31,6%  |
| 1960         | 11887 |  | 23%    |
| 1970         | 11783 |  | −0,9%  |
| 1980         | 12401 |  | 5,2%   |
| 1990         | 11305 |  | −8,8%  |
| 2000         | 10986 |  | −2,8%  |
| 2010         | 10383 |  | −5,5%  |
| 2016         | 10118 |  | −2,6%  |

По данным переписи 2010 года население Дженнингса составляло 10 383 человека (из них 48,0 % мужчин и 52,0 % женщин), в городе было 3900 домашних хозяйства и 2588 семей. На территории города было расположено 4432 построек со средней плотностью 164,2 постройки на один квадратный километр суши. Расовый состав: белые — 68,4 %, афроамериканцы — 28,4 %, азиаты — 0,2 %, коренные американцы — 0,3 % и представители двух и более рас — 2,0 %. 1,9 % населения были латиноамериканцами.
Население города по возрастному диапазону по данным переписи 2010 года распределилось следующим образом: 25,8 % — жители младше 18 лет, 4,1 % — между 18 и 21 годами, 52,7 % — от 21 до 65 лет и 17,4 % — в возрасте 65 лет и старше. Средний возраст населения — 38,0 лет. На каждые 100 женщин в Дженнингсе приходилось 92,3 мужчин, при этом на 100 совершеннолетних женщин приходилось 87,7 мужчин сопоставимого возраста.
Из 3900 домашних хозяйств 66,4 % представляли собой семьи: 40,6 % совместно проживающих супружеских пар (15,7 % с детьми младше 18 лет); 19,8 % — женщины, проживающие без мужей и 5,9 % — мужчины, проживающие без жён. 33,6 % не имели семьи. В среднем домашнее хозяйство ведут 2,54 человека, а средний размер семьи — 3,14 человека. В одиночестве проживали 30,1 % населения, 13,5 % составляли одинокие пожилые люди (старше 65 лет).

## Экономика
В 2015 году из 7953 трудоспособных жителей старше 16 лет имели работу 3944 человека. При этом мужчины имели медианный доход в 42 661 долларов США в год против 24 375 долларов среднегодового дохода у женщин. В 2014 году медианный доход на семью оценивался в 46 593 $, на домашнее хозяйство — в 28 872 $. Доход на душу населения — 19 341 $. 19,5 % от всего числа семей в Дженнингсе и 24,2 % от всей численности населения находилось на момент переписи за чертой бедности.